# Eugène Talbot
Pour les articles homonymes, voir Talbot (homonymie).
Eugène Talbot, né le 17 août 1814 à Chartres et mort à  Pouliguen (Loire-Inférieure) le 20 septembre 1894, est un historien, traducteur, éditeur et préfacier français.

## Biographie
Il est agrégé des lettres et docteur ès lettres (Paris, 1850) puis professeur de rhétorique au lycée Condorcet à Paris. Il est président de la Société des études historiques (1891).
Il a aussi traduit du latin et grec en français.

## Œuvres
- Histoire de la littérature grecque, 1 vol. (IV-343 p.), Édition : Paris : A. Lemerre , 1881, Auteur du texte : Eugène Talbot (1814-1894), Version numérisée de Histoire romaine dans Gallica
- Histoire romaine, 1 vol. (VIII-324 p.), Édition : Paris : A. Lemerre , 1875, Auteur du texte : Eugène Talbot (1814-1894), Version numérisée de Les Premiers travailleurs chrétiens, par M. Eugène Talbot dans Gallica
- Les Premiers travailleurs chrétiens, par M. Eugène Talbot, In-8° , 20 p., Édition : Nantes : impr. de Vve C. Mellinet , 1848, Auteur du texte : Eugène Talbot (1814-1894)
- 1870-71. Une famille pendant la guerre et la Commune, lettres [de M. et Mme Ph.-G. Delaroche-Vernet, M. et Mme Eugène Talbot], publiées par André Delaroche-Vernet, In-16, IV-295 p., Édition : Paris : Plon-Nourrit et Cie , 1910, Auteur du texte : Eugène Talbot (1814-1894)
- Aman et Esther, étude critique. [Signé : Eugène Talbot.], In-18, 18 p., Description : Note : Comparaison de la pièce d'André de Rivaudeau et de la tragédie de Racine, Édition : Nantes : impr. de Vve C. Mellinet , (1849), Auteur du texte : Eugène Talbot (1814-1894)
- Tableaux synoptiques de philosophie, rédigés, conformément au programme officiel de 1890, par un professeur de philosophie,..., Avant-propos., In-fol., Édition : Paris , 1891, Auteur du texte : Eugène Talbot (1814-1894)
- Cours théorique et pratique de traduction et de versions latines à l'usage des classes de lettres et des aspirants aux baccalauréats... par... Eugène Talbot,... et A. Dufort,..., In-12, IV-288 p., Édition : Paris : Dezobry et E. Magdeleine , (1857), Auteur du texte : Eugène Talbot (1814-1894)
- De Ludicris apud veteres laudationibus disputationem proponebat E. Talbot, in Academia parisiensi... ad gradum doctoris promovendus..., In-8° , 137 p., Édition : Parisiis : Franck , 1850, Auteur du texte : Eugène Talbot (1814-1894)
- Des Catéchismes moraux chez les païens, par M. Eugène Talbot, In-8° , 23 p., Édition : Nantes : impr. de Mme Vve C. Mellinet , (1848), Auteur du texte : Eugène Talbot (1814-1894)
- Dictionnaire français-grec, rédigé sur un nouveau plan méthodique... par E. Talbot..., In-8° , XII-572 p., Édition : Paris : Delalain , 1860, Auteur du texte : Eugène Talbot (1814-1894)
- Dictionnaire français-grec, rédigé sur un nouveau plan méthodique... par E. Talbot..., In-8° , XII-572 p., Édition : Paris : Delalain , 1863. 2e éd. 2e tirage, Auteur du texte : Eugène Talbot (1814-1894)
- Dictionnaire français-grec, rédigé sur un nouveau plan méthodique... par E. Talbot..., In-8° , XII-572 p., Édition : Paris : Delalain , 1862. 2e éd., Auteur du texte : Eugène Talbot (1814-1894)
- Dictionnaire français-grec suivi d'un vocabulaire des noms propres,... par E. Talbot,... 13e édition, In-8° , XII-572 p., Édition : Paris : Delalain frères , (1894), Auteur du texte : Eugène Talbot (1814-1894)
- Dictionnaire français-grec suivi d'un vocabulaire des noms propres,... par E. Talbot,... 13e édition, In-8° , XII-572 p., Édition : Paris : Delalain frères , (1901.) 14e éd., Auteur du texte : Eugène Talbot (1814-1894)
- Discours prononcé par M. Talbot,... le jour de la distribution des prix du lycée impérial Charlemagne, 11 août 1854, In-8° , 16 p., Note : Sur l'imagination et la raison, Édition : Paris : impr. de Christophe , (1854), Auteur du texte : Eugène Talbot (1814-1894)
- Enseignement spécial. Enseignement littéraire. Notions de littérature... par Eugène Talbot,..., In-12, 216 p., Édition : Paris : H. Plon , 1864, Auteur du texte : Eugène Talbot (1814-1894)
- Enseignement spécial. Littérature. Principales époques de l'histoire littéraire. I. Littérature sacrée, grecque et romaine... [II. Histoire de la littérature française depuis ses origines jusqu'à nos jours...]  2 tomes en 1 vol. in-8°, Édition : Paris : H. Plon , 1864-1867, Auteur du texte : Eugène Talbot (1814-1894)
- Essai sur la légende d'Alexandre-le-Grand dans les romans français du XIIe siècle, par Eugène Talbot, In-8° , 236 p., Édition : Paris : Franck , 1850, Auteur du texte : Eugène Talbot (1814-1894)
- Essai sur l'éternité de la poésie... [Signé : Eugène Talbot.], In-8° , 12 p., Édition : Nantes : impr. de Vve C. Mellinet , 1848, Auteur du texte : Eugène Talbot (1814-1894)
- Essai sur l'Utopie de Thomas Morus, In-8° , 34 p., Édition : Nantes : impr. de Vve C. Mellinet , (1849), Auteur du texte : Eugène Talbot (1814-1894)
- Géographie moderne des maîtres et des élèves... Extrait du "Livre de l'enseignement primaire" par M. L.-D. Ferlus,... 3e édition... [avec les additions de E. Talbot.], In-18, 438 p. et pl., Note : Le Livre de l'enseignement primaire, Édition : Paris : A. Jouby , 1863, Auteur du texte : Eugène Talbot (1814-1894)
- Géographie moderne des maîtres et des élèves... Extrait du "Livre de l'enseignement primaire" par M. L.-D. Ferlus,... [Compte-rendu par Eugène Talbot.], In-8° , 4 p., Description : Note : Extrait du "Journal général de l'instruction publique", du 18 juin 1862, Édition : Paris : impr. de Divry , (1862), Auteur du texte : Eugène Talbot (1814-1894)
- Géographie moderne des maîtres et des élèves, précédée d'éléments de cosmographie et suivie de la géographie commerciale de la France... par M. L.-D. Ferlus,... et M. Eug. Talbot,... 4e édition..., In-18, 395 p., pl., Note : Le Livre de l'enseignement primaire, Édition : Paris : A. Jouby , 1866, Auteur du texte : Eugène Talbot (1814-1894)
- Géographie moderne des maîtres et des élèves, précédée d'éléments de cosmographie et suivie de la géographie commerciale de la France... rédigée... par M. Eug. Talbot,... 7e édition, entièrement refondue, In-18, 396 p., Édition : Paris : P. Digonneau , 1872, Auteur du texte : Eugène Talbot (1814-1894)
- Histoire abrégée de la littérature latine, rédigée... par Eugène Talbot,..., In-16, VIII-304 p., Édition : Paris : Delalain frères , (1886)
- Histoire de la littérature romaine, par Eugène Talbot,..., In-16, VII-447 p., Édition : Paris : A. Lemerre , 1883
- Histoire romaine, par Eugène Talbot,..., In-12, VIII-322 p., Édition : Paris : A. Lemerre , (1882.)
- Histoire romaine, par Eugène Talbot,..., In-12, VIII-322 p., Édition : Paris : A. Lemerre , (s. d.)
- Morceaux choisis des grands écrivains du XVIe siècle, à l'usage de la classe de rhétorique, recueillis et annotés par E. Talbot,..., In-16, XVI-416 p., Édition : Paris : J. Delalain , (1878.) 4e éd.
- Morceaux choisis des grands écrivains du XVIe siècle, à l'usage de la classe de rhétorique, recueillis et annotés par E. Talbot,..., In-16, XVI-416 p., Édition : Paris : impr. de J. Delalain et fils , 1874-1875
- Morceaux choisis des grands écrivains du XVIe siècle, à l'usage de la classe de rhétorique, recueillis et annotés par E. Talbot,..., In-16, XVI-416 p., Édition : Paris : impr. de J. Delalain et fils , 1875. 2e éd.
- Mythologie grecque et mythologie latine, d'après les travaux de la critique moderne, par Eugène Talbot,..., In-16, XIX-519 p., Édition : Paris : A. Lemerre , 1890
- Plutarque. Vies de César et de Périclès, traduction française, Notice. - [1], In-18, XII-153 p., Description : Note : Précédé d'une Notice sur Plutarque, extraite de E. Talbot et de S. Bernage. - Traduction par Guillaume Belèze pour César et par un membre de l'Université pour Périclès, Édition : Paris : Delalain frères , 1893,
- Saint-Luc. Évangile et Actes des Apôtres. Édition classique..., Notice littéraire. - [1], In-8°, Édition : Paris , (1891)
- Hérodote. Histoires. Édition classique, précédée d'une notice littéraire par E. Talbot, Notice littéraire. - [1], In-12, Description : Note : T. II. Livres V-IX. - Même édition que la précédente. - T. II. Livres V-IX, Édition : Paris : Delalain frères , 1897
- Nouveau dictionnaire français-grec, suivi d'un vocabulaire des noms propres... par E. Talbot,... 3e édition..., In-8° , XII-572 p., Édition : Paris : J. Delalain et fils , 1866,
- Nouveau dictionnaire français-grec, suivi d'un vocabulaire des noms propres... par E. Talbot,... 3e édition..., In-8° , XII-572 p., Édition : Paris : Delalain frères , (1879.) 8e éd.
- Nouveau dictionnaire grec-français, suivi d'un vocabulaire des noms propres... par E. Talbot,..., In-8° , XX-1079 p., Édition : Paris : Delalain frères , (1884.) 4e éd.
- Nouveau dictionnaire grec-français, suivi d'un vocabulaire des noms propres... par E. Talbot,..., In-8° , XX-1079 p., Édition : Paris : J. Delalain et fils , 1872. 3e éd.
- Nouveau dictionnaire grec-français, suivi d'un vocabulaire des noms propres... par E. Talbot,..., In-8° , XX-1080 p., Édition : Paris : Delalain frères , (1898.) 5e éd.
- Nouveau dictionnaire grec-français, suivi d'un vocabulaire des noms propres... par E. Talbot,..., In-8° , XX-1079 p., Édition : Paris : J. Delalain et fils , 1865. 2e éd.
- Nouveau dictionnaire grec-français, suivi d'un vocabulaire des noms propres... par E. Talbot,..., In-8° , XVI-1079 p., Édition : Paris : J. Delalain , 1863
- Paroles prononcées sur la tombe de Charles-Aimé Dauban, conservateur-sous-directeur adjoint au département des estampes de la Bibliothèque nationale,... le 5 août 1876, 15 p., Note : Lacombe, 561, Édition : Paris : impr. de Plon , 1876, Auteur du texte : Léopold Delisle (1826-1910), Eugène Talbot (1814-1894)
- Petite géographie de la Loire-Inférieure, 2ème éd., IV-316 p., Édition : Nantes : L et A Guéraud ; Paris : Hachette , 1850, Auteur du texte : Armand Guéraud (1824-1861), Eugène Talbot (1814-1894)
- Petite géographie populaire de la Loire Inférieure, par Eugène Talbot,... et Armand Guéraud,..., In-18, IV-304 p., carte, Description : Note : La couv. porte en plus : "Revue et augmentée par M. Orieux,... 2e édition", avec pour adresse : "Nantes, F. Douillard frères", Édition : Nantes : L. et A. Guéraud , 1849, Auteur du texte : Eugène Talbot (1814-1894)
- Principes de composition et de style appliqués à la narration et au style épistolaire... par Eugène Talbot,... Classe de seconde, In-12, VI-94 p., Édition : Paris : Dezobry, E. Magdeleine , (1855)
- Principes de composition et de style appliqués à la narration et au style épistolaire... par Eugène Talbot,... Classe de seconde, In-8° , VI-96 p., Édition : Paris : Dezobry et F. Tandou , 1862
- Principes de composition et de style appliqués à la narration et au style épistolaire... par Eugène Talbot,... Classe de troisième, In-12, 64 p., Édition : Paris : F. Tandou , 1865. 3e éd.
- Principes de composition et de style appliqués à la narration et au style épistolaire... par Eugène Talbot,... Classe de troisième, In-12, VI-58 p., Description : Note : La couv. porte : "Classe de seconde", Édition : Paris : Dezobry, E. Magdeleine et Cie , 1855
- Principes de composition et de style appliqués à la narration et au style épistolaire... par Eugène Talbot,... Classe de troisième, In-12, VI-58 p., Édition : Paris : Dezobry, E. Magdeleine et Cie , (1859.)
- Rapport de M. E. Talbot sur les travaux de la Société académique de Nantes pendant l'année 1851, In-8° , 34 p., Édition : Nantes : impr. de Vve C. Mellinet , 1851
- Rapport lu à la Société académique sur les mémoires envoyés au concours pour l'année 1850, par M. Eugène Talbot, In-8° , 20 p., Édition : Nantes : impr. de Vve C. Mellinet , 1850
- Rapport sur le prix Raymond pour l'année 1889, 15 p., Description : Note : En avant-titre : «Société des études historiques», Édition : Amiens : Delattre-Lenoël , 1889
- Récits de l'histoire sainte depuis la création du monde jusqu'à la fondation de l'Église chrétienne, par... Alexandre Thibault,... Eugène Talbot,... Ancien Testament, In-8° , 312 p., Édition : Paris : E. Ducrocq , 1858
- Système-Fontenau pour les armes à percussion. Notice historique sur l'origine et les progrès de cette découverte. [Signé : Eugène Talbot.], In-8° , 100 p., figure au titre, Édition : Nantes : impr. de Charpentier , 1852, Auteur du texte : Adolphe d' Houdetot (1799-1869), Eugène Talbot (1814-1894)

Traducteur
Préfaces
- Les pionniers de l'inconnu, essai sur les explorateurs modernes : Livingstone, Stanley, Nordenskiold, Crevaux, Savorgnan de Brazza, 1 vol. (336 p.), Édition : Limoges : M. Barbou & Cie , 1884
- Le Dr Crevaux, exploration du Maroni, par A. Sinval,... [Préface d'Eugène Talbot.], In-8° , 192 p., fig., portrait, Description : Note : Les Voyageurs modernes, Édition : Limoges : M. Barbou , 1884
- Esquisses littéraires et morales, Deuxième édition revue, corrigée et considérablement augmentée..., 304 p., Édition : Paris : Grassart , 1868
- Histoire des voyages. Les Explorateurs contemporains : Livingstone, Stanley, Nordenskiold, Crevaux, Savorgnan de Brazza, par Armand Sinval,... [Préface d'Eugène Talbot.], In-4° , 336 p., fig. et pl., Description : Note : Même ouvrage que le précédent, Édition : Limoges : M. Barbou , 1888

Annotateur
- Sur la manière d'écrire l'histoire (165), Essai sur l'histoire, en 2 parties, Sur la manière d'écrire l'histoire avec Eugène Talbot (1814-1894) comme annotateur